# Scotura ovisigna
Scotura ovisigna är en fjärilsart som beskrevs av Louis Beethoven Prout 1918. Scotura ovisigna ingår i släktet Scotura och familjen tandspinnare. Inga underarter finns listade.